# Discografia de Victoria Justice
A  discografia de Victoria Justice, uma cantora e compositora estadunidense, compreende de quatro trilhas sonoras e quinze singles, sendo um como artista principal, um como artista convidada e treze promocionais e cinco vídeos musicais. Todos os lançamentos da cantora alcançaram o 1º lugar nas paradas, sendo considerada uma hitmaker. Porém, nunca lançou um álbum próprio de estúdio.

## Álbuns

### Trilhas Sonoras
| Spectacular! - Lançamento: 3 de fevereiro de 2009 - Gravadora: Nickelodeon Records - Formato(s): CD, download digital            | 44 | |  |
| Victorious - Lançamento: 2 de agosto de 2011 - Gravadora: Sony Music - Formato(s): CD, download digital                          | 5  | |  |
| Victorious 2.0 - Lançamento: 5 de junho de 2012 - Gravadora: Sony Music - Formato(s): CD, download digital                       | 18 | |  |
| Victorious 3.0 - Lançamento: 6 de novembro de 2012 - Gravadora: Sony Music - Formato(s): CD, download digital                    | —  | |  |
| "—" denota itens que não entraram nas tabelas ou não foram lançados no território.                                               |    | |  |
| Sensitive - Lançamento: 5 de agosto de 2007 - Gravadora: Republic Records - Formato(s): CD, download digital - Vendas: 6,000,000 | 2  | 1° Beyond The Limits l Lançamento: 02/02/2007 2° Magnet Lançamento: 08/05/2007 3° 1 Minute Lançamento: 11/08/2007 4° Like a Bowling Game Lançamento: 15/11/2007 5° Accumulate Lançamento: 05/02/2008                                            |  |
| Mermaid - Lançamento: 25 de outubro de 2009 - Gravadora: Republic Records - Formato(s): CD, download digital - Vendas: 8,000,000 | 1  | 1° It's My Choice Lançamento: 07/01/2009 2° Countdown Lançamento: 30/03/2009 3° Mirage Lançamento: 15/06/2009 4° Successors Of The Empire Lançamento: 20/09/2009 5° Mermaid Lançamento: 23/12/2009                                              |  |
| V - Lançamento: 18 de novembro de 2011 - Gravadora: Republic Records - Formato(s): CD, download digital - Vendas: 6,000,000      | 2  | 1° Eye Candy Lançamento: 05/01/2011 2° Morphine Lançamento: 20/03/2011 3° Puppet Lançamento: 21/05/2 011 4° Butterfly Effect Lançamento: 15/08/2011 5° Adrenaline Lançamento: 20/11/2011 6° Tribute Lançamento: 02/01/2012                      |  |
| Sigh - Lançamento: 20 de janeiro de 2013 - Gravadora: Warner - Formato(s): CD, download digital - Vendas: 16,000,000             | 1  | 1° A Thousand Roses Lançamento: 30/01/ 2013 2° Roots Lançamento: 28/03/2013 3° Turn The Page Lançamento: 25/05/2013 4° Blue Isn't My Colour Lançamento: 20/07/2013 5° Until I Go Lançamento: 18/09/2013 6° I Say Goodbye Lançamento: 20/12/2013 |  |
| Ascension - Lançamento: 16 de abril de 2015 - Gravadora: SM Entertainment - Formato(s): CD, download digital - Vendas: 5,000,000 | 1  | 1° Confrontation Lançamento: 15/01/2015 2° Sprout Lançamento: 20/05/2015 3° Bow Down Lançamento: 30/08/2015 |  |
| Cold - Lançamento: 5 de agosto de 2007 - Gravadora: SM Entertainment - Formato(s): CD, download digital - Vendas: 6,000,000      | 1  | 1° Collision Lançamento: 30/03/2017 2° Collision\| Feel Lançamento: 20/06/2017 3° Ice Heart Lançamento: 25/09/2017 4° Psalm 147 Lançamento: 15/12/2017                                                                                          |  |

## Singles

### Como Artista Convidada
|      | Canção           | Melhores posições nas tabelas | Melhores posições nas tabelas | Melhores posições nas tabelas | Melhores posições nas tabelas | Melhores posições nas tabelas | Melhores posições nas tabelas | Melhores posições nas tabelas | Certificações | Álbum | Vendas              |
| Ano  | Canção           | EUA                           | CAN                           | AUS                           | IRL                           | NZL                           | HOL                           | UK                            | Certificações | Álbum | Vendas              |
| ---- | ---------------- | ----------------------------- | ----------------------------- | ----------------------------- | ----------------------------- | ----------------------------- | ----------------------------- | ----------------------------- | ------------- | ----- | ------------------- |
| 2013 | "Gold" e "Shake" | —                             | —                             | —                             | —                             | —                             | —                             | —                             |               | TBA   | 243,149 e 76,743 WW |

| 2011                                                                               | "Leave It All to Shine" (colaboração com Miranda Cosgrove e iCarly & Victorious cast) | 124 | IParty with Victorious |
| "—" denota itens que não entraram nas tabelas ou não foram lançados no território. |                                                                                       |     |                        |

### Singles Promocionais
| 2007                                                                               | "A Thousand Miles"                                                                                    | —   | Sem álbum      |
| 2010                                                                               | "Make It Shine"                                                                                       | 116 | Victorious     |
| 2010                                                                               | "Freak the Freak Out"                                                                                 | 50  | Victorious     |
| 2011                                                                               | "Beggin' on Your Knees"                                                                               | 58  | Victorious     |
| 2011                                                                               | "Best Friend's Brother"                                                                               | 86  | Victorious     |
| 2011                                                                               | "All I Want Is Everything"                                                                            | —   | Victorious     |
| 2011                                                                               | "You're the Reason"                                                                                   | —   | Sem álbum      |
| 2011                                                                               | "It's Not Christmas Without You" (colaboração com Leon Thomas III, Ariana Grande e Elizabeth Gillies) | —   | Sem álbum      |
| 2012                                                                               | "Countdown" (colaboração com Leon Thomas III)                                                         | —   | Victorious 2.0 |
| 2012                                                                               | "Take a Hint" (colaboração com Elizabeth Gillies)                                                     | —   | Victorious 2.0 |
| 2012                                                                               | "Make It In America" (colaboração com Victorious cast)                                                | —   | Victorious 2.0 |
| 2012                                                                               | "L.A. Boyz" (colaboração com Ariana Grande)                                                           | —   | Victorious 3.0 |
| 2012                                                                               | "Here's 2 Us"                                                                                         | —   | Victorious 3.0 |
| 2013                                                                               | "Faster Than Boyz"                                                                                    | —   | Victorious 3.0 |
| "—" denota itens que não entraram nas tabelas ou não foram lançados no território. | |     |                |

## Vídeos Musicais
| Ano  | Canção                  | Director(es)  |
| ---- | ----------------------- | ------------- |
| 2010 | "Freak the Freak Out"   | Desconhecido  |
| 2011 | "Beggin' on Your Knees" | Marcus Wagner |
| 2011 | "Best Friend's Brother" | Marine Prog   |
| 2011 | "You're the Reason"     | Desconhecido  |
| 2012 | "Make It In America"    | Desconhecido  |
| 2013 | "Gold"                  | Chandler Lass |

No final de 2020, lançou  um novo single chamado "Treat Myself", onde retrata a melhora por se amar e se cuidar melhor. Sequencialmente, em 12/02/2021 veio o segundo single do período, "Stay", com toda a preparação do lançamento sendo realizada como uma ponte com início em "Treat Myself".